# Antoni Domènech Figueras
Antoni Domènech i Figueras (Barcelona, 1952 - Barcelona, 17 de setembre de 2017) fou un filòsof català.
Militant des de molt jove en la resistència clandestina antifranquista des de les files del PCE-PSUC, Antoni Domènech va estudiar filosofia i dret a la Universitat de Barcelona. A Barcelona es va formar intel·lectualment amb professors com els hel·lenistes Emili Lledó i Miquel Candel o el filòsof de la ciència Jesús Mosterín, però la influència principal la va rebre del lògic, filòsof i polític comunista expulsat de la universitat franquista Manuel Sacristán, amb qui va compartir idees, projectes editorials i activitat política. Després va estudiar filosofia i teoria social a la Universitat Goethe de Frankfurt i a l'Institut de Filosofia de la FU de Berlín.
En els seus anys en la República Federal d'Alemanya, va mantenir una estreta amistat personal i intel·lectual amb el filòsof, historiador i crític literari marxista Wolfgang Harich (1923-1995) —expulsat en 1956 de la Universitat Humboldt de Berlín-Est pel govern estalinista de Walter Ulbricht, i mai més reintegrat a la vida acadèmica—, i va rebre també la influència del filòsof analític Ernst Tugendhat, el seu director de recerca a la FU de Berlín en 1982-84.
Des de 1994 va ser catedràtic de Filosofia de les Ciències Socials i Morals a la Facultat de Ciències Econòmiques de la Universitat de Barcelona, i va ser professor convidat a l'Institut de Filosofia i Ciències de l'Esperit de la Phillips-Universität de Marburg (2003-04) i al Centre per a l'Anàlisi Econòmica-social de la École des Ponts et Chausées de París (1990-1991), llavors dirigit per l'economista i matemàtic Serge-Christophe Kolm.
El 1989 va publicar De la ética a la política. De la razón erótica a la razón inerte (Crítica, 1989), una reconstrucció amb tècniques formals (com la teoria matemàtica de jocs) de certs moments decisius de la història de la filosofia pràctica occidental en una clau hermenèutica republicana que ha resultat molt influent en la filosofia política escrita en llengua castellana. Quinze anys més tard va aparèixer El eclipse de la fraternidad. Una revisión republicana de la tradición socialista (Crítica, 2004). Es tracta d'una recerca sobre el significat profund de la fraternitat revolucionària com a metàfora conceptual i com a programa de l'ala democràtic-plebea de la Il·lustració europea, que pot llegir-se com una revisió republicana de la tradició socialista, però també, a l'inrevés, com una revisió socialista de la tradició republicana.
Antoni Domènech va ser conferenciant convidat en nombroses universitats europees (Louvain La Neuve, París-Jussieux, Marburg, Oxford…) i iberoamericanes (Buenos Aires, Mèxic, Lima, Santiago de Xile, Caracas, Bogotà, Universitat de l'Amazones en Pará…), i va desenvolupar una intensa labor editorial al món de parla castellana com introductor i/o traductor d'importants pensadors contemporanis de les més variades corrents (John Rawls, Jürgen Habermas, Robert Nozick, Jon Elster, Wolfgang Harich, John Roemer, Pierre Vilar, John Searle, Mike Davis, Edward P. Thompson, Philippe van Parijs…).
Autor de nombrosos articles sobre temes de les seves diverses especialitats acadèmiques (filosofia de les ciències socials, filosofia del dret, teoria formal de la racionalitat, filosofia política, història de les idees i dels conceptes polítics, Aristòtil, Marx) en revistes especialitzades, va tenir també una intensa activitat com a publicista polític i com a cofundador i redactor de diverses revistes d'intervenció i crítica polític-cultural, com Materials (1977-79) o Mientrastanto (1979-1987). Va ser editor general de la revista política internacional sin permiso (2005-2017) i era membre de la secció espanyola del Basic Income Earth Network (Xarxa Renda Bàsica), l'actual president de la qual és el seu amic i col·laborador científic Daniel Raventós. Tots dos han escrit i signat conjuntament diferents treballs filosòfics i polítics sobre republicanisme i renda bàsica.